# Fahrenkrug
Fahrenkrug ist eine Gemeinde im Kreis Segeberg in Schleswig-Holstein. Zu Fahrenkrug gehören die Ortsteile Rotenhahn und Fahrenkruger Ziegelei.

## Geschichte
Im Jahre 1192 wurde Varencroch erstmals als zum Kloster Segeberg zugehöriges Dorf urkundlich erwähnt. Der althochdeutsche Name Varencroch bedeutet Farnwinkel, sodass im Gemeindewappen der Farn und ein Winkel abgebildet sind.
Schon in der vorgeschichtlichen Zeit siedelten hier Menschen. Neben Steinbeilen und Werkzeugen aus der Steinzeit wurden aus bronzezeitlichen Hünengräbern wertvolle Funde geborgen, darunter ein massiv goldener Eidring von 318 Gramm Gewicht. Der Siegelring von Fahrenkrug kann im Schloss Gottorf besichtigt werden. Im dorfeigenen Museum im Gebäude der Grundschule können viele dieser Funde einmal im Monat oder nach Absprache bestaunt werden. Auch ein historischer Kaufmannsladen und ein Kinderzimmer sind ausgestellt.
Die bäuerliche Wirtschaft prägte das Bild des Ortes. Doch die verkehrsgünstige Lage direkt zwischen Bad Segeberg und Wahlstedt machte Fahrenkrug zum bevorzugten Standort ländlicher Kleinindustrie. So wurde 1888 die erste Brotfabrik des Landes in Fahrenkrug errichtet, der 1885 eine Mühle voraus ging. Sägewerke, Ziegeleien und eine Meierei folgten der Brotfabrik ins Dorf. Die meisten dieser Betriebe existieren heute nicht mehr. Die Brotfabrik bestand bis 1971 und wurde in den 1990er-Jahren zu einem Wohn- und Bürogebäude umgebaut.
Im Jahre 1889 wurde eine Freiwillige Feuerwehr gegründet. Seit 1973 ist der Feuerwehr eine Jugendfeuerwehr angegliedert, in die auch Jugendliche aus dem Nachbarort Schackendorf eintreten.
Obwohl ein Dorf dieser Größe nicht über eine eigene Schule verfügen muss, besteht die Grundschule Fahrenkrug seit über 200 Jahren durchgehend. Pro Jahrgang gibt es nur eine Klasse mit meist je zirka 20 Schülern. Die Schule schneidet in den bundesweiten Tests immer sehr gut ab. Im reetgedeckten Kindergarten werden die jüngsten Bürger des Dorfes betreut.
Fahrenkrug wurde 1992 Kreissieger und errang auf Landesebene den dritten Platz beim Wettbewerb Unser Dorf soll schöner werden.

## Politik

### Gemeindevertretung
Bei der Kommunalwahl am 14. Mai 2023 wurden insgesamt 13 Sitze vergeben. Von diesen erhielt die CDU neun Sitze und die Wählergemeinschaft Fahrenkrug vier Sitze.

### Wappen
Blasonierung: „Über einem roten Sturzsparrenschildfuß in Silber drei fächerförmig gestellte grüne Farnwedel.“

### Partnergemeinde
- Aigre in der Region Nouvelle-Aquitaine, Frankreich

## Wirtschaft und Infrastruktur

### Ansässige Unternehmen
Fahrenkrug hat heute eine beachtenswerte lokale Wirtschaft. Eine große Zimmerei, eine Polsterei, ein Brunnenbau, ein Land- und Gartentechnikbetrieb und eine große Spedition bieten den Fahrenkrugern Arbeitsplätze.

### Verkehrsanbindung
Seit 2003 ist die Bahnstrecke Neumünster–Bad Oldesloe wieder eröffnet und führt direkt durch Fahrenkrug, das als einzige Gemeinde auf der Strecke ein eigenes Bahnhofsgebäude errichtet hat. Die Eisenbahn hat in Fahrenkrug immer für Aufregung gesorgt. Wenn der deutsche Kaiser zur Kieler Woche anreiste, mussten die Fahrenkruger Würdenträger am Gleis Spalier stehen, führte doch die alte Bahnverbindung Berlin-Hagenow-Kiel mitten durch den Ort.